# United International Mansion
Le United International Mansion est un gratte-ciel de Chongqing. La construction a débuté en 1998. Le bâtiment devait alors mesurer 238 mètres. La construction a été suspendue l'année suivante, pour reprendre en 2004, selon de nouveaux plans ; la tour devait alors culminer à 289 m. Elle a de nouveau été stoppée en 2005, pour finalement redémarrer en 2008, pour aboutir à l'actuel bâtiment.  
Au total, ce seront quatre versions différentes du même bâtiment qui auront été conçues :  
- Une première, de 238 mètres, avec une base octogonale, trois niveaux de jardin en retrait par rapport à la structure de la tour, et quatre grandes antennes ; 
- Une seconde, de  289 mètres, avec une base carrée et un cône inversé au sommet ; 
- Une troisième, de 330 mètres, dont le sommet se terminait par une flèche ; 
- Une quatrième, celle construite, de 271 mètres, comportant un héliport sur le toit.  